# البنود
البنود، مدينة وبلدية تابعة إقليميا إلى دائرة الأبيض سيدي الشيخ ولاية البيض الجزائرية. تبعد المدينة بـ 850 كم عن الجزائر العاصمة وحوالي 200 كم عن مدينة البيض عاصمة الولاية و80 كم عن مدينة الأبيض سيدي الشيخ.
انبثقت البلدية عن بلدية الأبيض سيدي الشيخ الأم وفق التقسيم الإداري لسنة 1985. ويحد البلدية من الشمال بلدية بوسمغون وجنوبا تينركوك ومن الشرق الأبيض سيدي الشيخ وغربا بلديتي أم قرار وبني ونيف.
بلدية البنود تقع في الجنوب الغربي من الجزائر العاصمة تبعد عن العاصمة بحوالي 850 كم تابعة إداريا لولاية البيض وتبعد عن مقر الولاية بحوالي 200 كم. وتبعد عن مقر الدائرة بالأبيض سيدي الشيخ بحوالي 80 كم... حيث أنها .
بلغ عدد سكانها 1607 نسمة حسب تعداد 2008 أغلبهم من البدو الرحل.